# 圣马夏尔 (滨海夏朗德省)
圣马夏尔（法語：Saint-Martial，法語發音：[sɛ̃ maʁsjal]）是法国滨海夏朗德省的一个市镇，位于该省东北部，属于圣让当热利区。

## 地理
圣马夏尔（46°3'6"N, 0°26'53"W）面积4.07 平方千米，位于法国新阿基坦大区滨海夏朗德省，该省份为法国西部滨海省份，北起旺代省，西临大西洋，南至吉倫特省，东南接多爾多涅省，东北接德塞夫勒省接壤，东临夏朗德省。
与圣马夏尔接壤的市镇（或旧市镇、城区）包括：布托讷河畔布朗宰、夸韦尔、拉雅里欧杜安、圣皮埃尔德利勒。

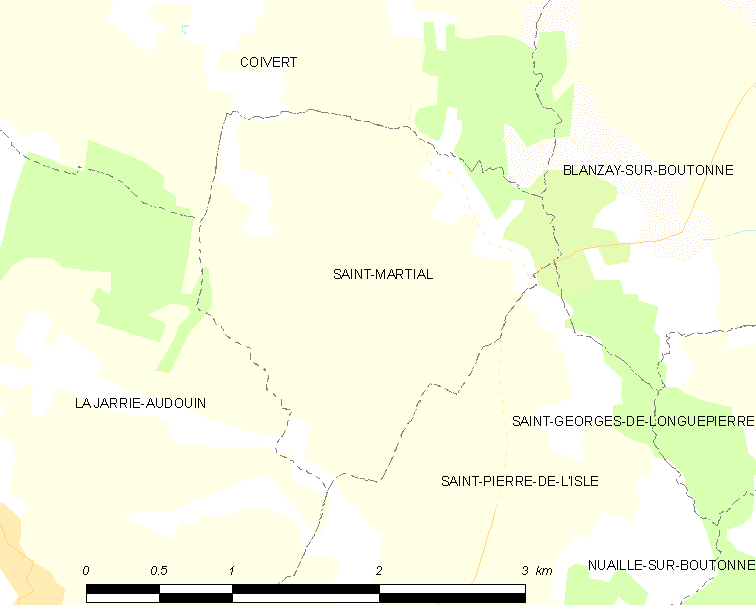
的OSM定位图

圣马夏尔的时区为UTC+01:00、UTC+02:00（夏令时）。

## 行政
圣马夏尔的邮政编码为17330，INSEE市镇编码为17361。

## 政治
圣马夏尔所属的省级选区为马塔县。

## 人口

1962-2008年间人口变化图示

圣马夏尔于2022年1月1日时的人口数量为110人。